# 풍운묵시록
《풍운묵시록: 격투 창세》(風雲黙示録 ～格闘創世～)는 SNK가 제작한 1995년 대전 격투 게임이다. 자사의 네오지오 아케이드 기판로 개발됐으며 1995년 4월 25일 아케이드로 처음 출시됐다. 영제는 《새비지 레인》(Savage Reign)이다.
21세기 미래의 도시 지팡구 시가 무대로, 전설의 무도가 사자왕이 전세계에 있는 싸움꾼들에게 도전장을 내밀기 위해 개최한 '수신무투회'에 플레이어로서 참가하는 내용이다. 《풍운묵시록》은 SNK가 개발한 각종 격투 게임들의 한 데 모아놓은 게임플레이가 특징인데, 《아랑전설》의 2라인 시스템을 도입했고 《용호의 권》의 카메라 확대/축소 연출을 가져왔으며 《사무라이 쇼다운》의 무기 기반 전투 체계도 가지고 있다.
오락실용으로 처음 출시된 후 가정용 네오지오 콘솔과 네오지오 CD로 발매됐다. 이후 플레이스테이션 2 합본 《풍운 슈퍼 콤보》에 수록됐으며, 버추얼 콘솔을 비롯한 디지털 플랫폼에도 재발매됐다.
이후 1996년에 태그 팀 시스템을 도입한 후속작 《풍운: 슈퍼 태그 배틀》이 발매됐다. 2005년에 출시한 크로스오버 게임 《더 킹 오브 파이터즈 XI》에는 이 게임의 등장인물 쇼 하야테와 자즈가 등장한다.